# Fabian Beeler
Fabian Beeler (* 26. Februar 1994) ist ein Schweizer Unihockeyspieler, der beim Nationalliga-A-Verein Chur Unihockey unter Vertrag steht.

## Karriere
Beeler stammt aus dem Nachwuchs vom UHC Sarganserland.
2011 wechselte Beeler zu Chur Unihockey, wo er in der kommenden Spielzeit in der Swiss Mobiliar League debütierte. Seither gehört Beeler zum Stamm der ersten Mannschaft.